# Ньюмен (Каліфорнія)
Ньюмен (англ. Newman) — місто (англ. city) в США, в окрузі Станіслаус штату Каліфорнія. Населення — 12 351 особа (2020).

## Географія
Ньюмен розташований за координатами 37°18′58″ пн. ш. 121°1′13″ зх. д. / 37.31611° пн. ш. 121.02028° зх. д. (37.316044, -121.020317).  За даними Бюро перепису населення США в 2010 році місто мало площу 5,44 км², уся площа — суходіл.

## Демографія
Згідно з переписом 2010 року, у місті мешкали 10 224 особи в 3006 домогосподарствах у складі 2432 родин. Густота населення становила 1878 осіб/км².  Було 3357 помешкань (617/км²).
Расовий склад населення:
| - 66,6 % — білих - 2,3 % — чорних або афроамериканців - 1,9 % — азіатів - 1,0 % — корінних американців - 0,4 % — вихідців з тихоокеанських островів - 22,4 % — осіб інших рас |

До двох чи більше рас належало 5,4 %. Частка іспаномовних становила 61,6 % від усіх жителів.
За віковим діапазоном населення розподілялося таким чином: 32,4 % — особи молодші 18 років, 59,1 % — особи у віці 18—64 років, 8,5 % — особи у віці 65 років та старші. Медіана віку мешканця становила 30,7 року. На 100 осіб жіночої статі у місті припадало 97,9 чоловіків;  на 100 жінок у віці від 18 років та старших — 96,8 чоловіків також старших 18 років.
Середній дохід на одне домашнє господарство  становив 55 571 долар США (медіана — 50 225), а середній дохід на одну сім'ю — 55 889 доларів (медіана — 50 454). Медіана доходів становила 39 450 доларів для чоловіків та 31 005 доларів для жінок. За межею бідності перебувало 19,8 % осіб, у тому числі 26,6 % дітей у віці до 18 років та 17,6 % осіб у віці 65 років та старших.
Цивільне працевлаштоване населення становило 4108 осіб. Основні галузі зайнятості: виробництво — 18,1 %, освіта, охорона здоров'я та соціальна допомога — 17,5 %, роздрібна торгівля — 14,1 %.